# Żełuczka izydiowa

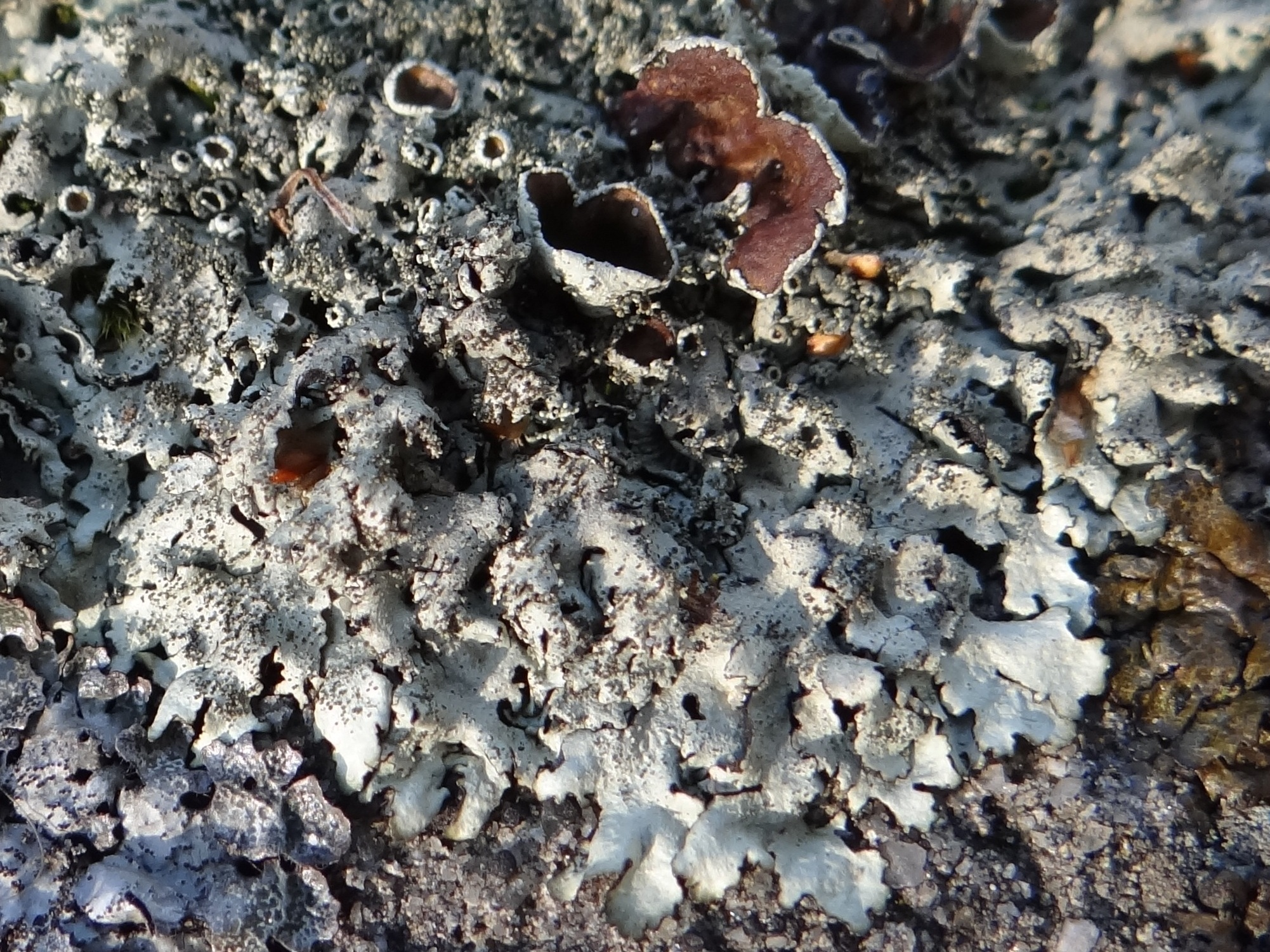

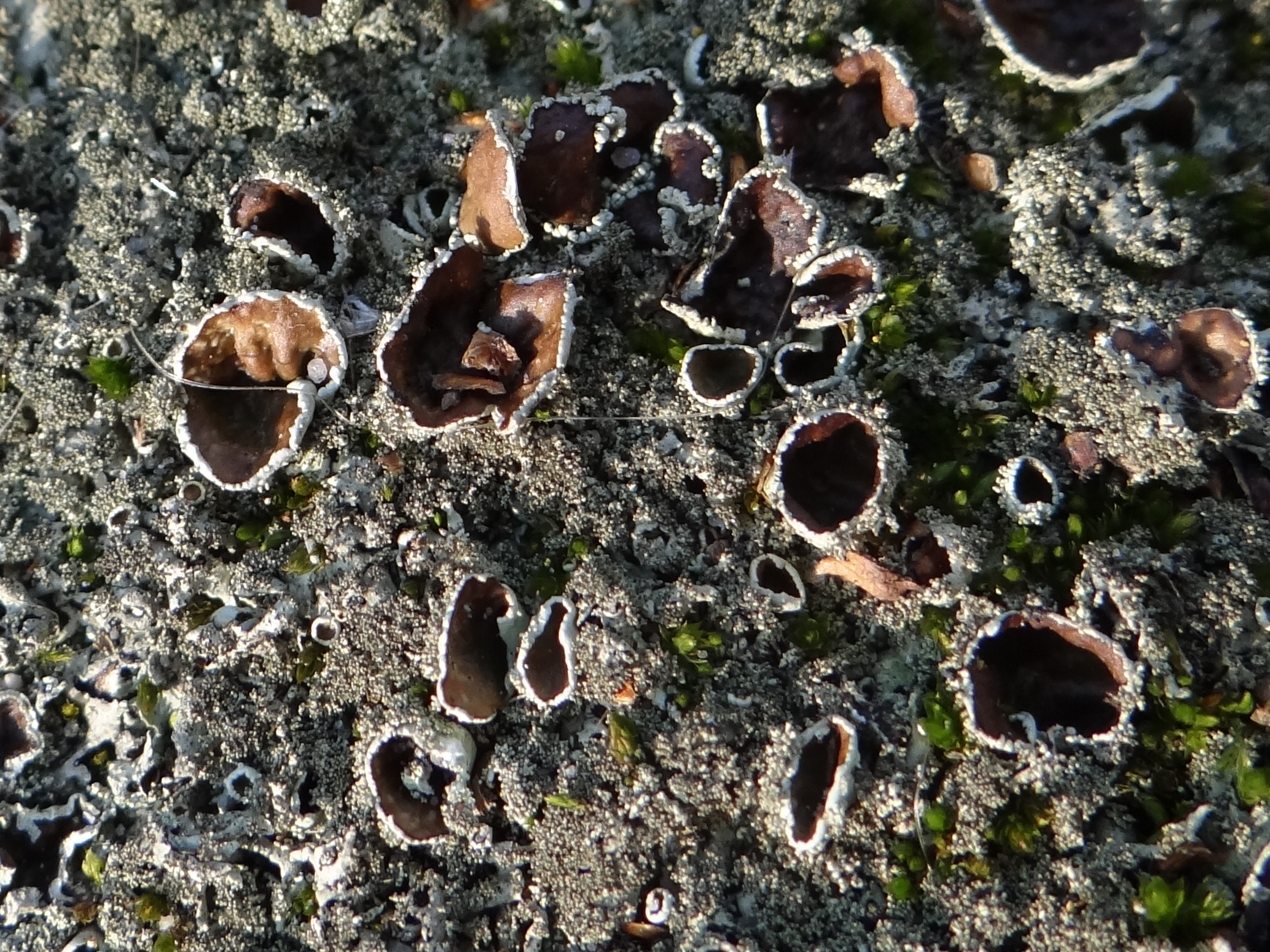

Żełuczka izydiowa, tarczownica obsypana (Xanthoparmelia conspersa (Ehrh. ex Ach.) Hale) – gatunek grzybów należący do rodziny tarczownicowatych (Parmeliaceae). Ze względu na współżycie z glonami zaliczany jest do porostów. 

## Systematyka i nazewnictwo
Pozycja w klasyfikacji według Index Fungorum: Xanthoparmelia, Parmeliaceae, Lecanorales, Lecanoromycetidae, Lecanoromycetes, Pezizomycotina, Ascomycota, Fungi.
Po raz pierwszy takson ten zdiagnozowali w roku 1799 Jakob Friedrich Ehrhart i Erik Acharius nadając mu nazwę Lichen conspersus. Obecną, uznaną przez Index Fungorum nazwę nadał mu w roku 1974 Mason Ellsworth Hale, przenosząc go do rodzaju Xanthoparmelia. 
Niektóre synonimy naukowe:

- Imbricaria conspersa (Ehrh. ex Ach.) DC.1805
- Lichen conspersus Ehrh. ex Ach.1799
- Lobaria conspersa (Ehrh. ex Ach.) P. Gaertn., G. Mey. & Scherb.1801
- Parmelia conspersa (Ehrh. ex Ach.) Ach.1803

Nazwy polskie według W. Fałtynowicza. 

## Morfologia
Listkowata, rozetkowata lub nieregularna plecha osiąga średnicę do 20 cm. Do podłoża przylega mniej lub bardziej ściśle. Jest wielokrotnie pierzasto lub nieregularnie wcinana. Rozgałęzione i wcinane odcinki plechy mają szerokość do 1 cm, stykają się brzegami, lub zachodzą na siebie. Są dość sztywne, pofałdowane i pomarszczone. Górna powierzchnia plechy ma barwę żółtawą, żółto zielonkawą lub szarozieloną i jest nieco błyszcząca. Pokryta jest izydiami, szczególnie w części środkowej. Mają brodawkowaty lub wałeczkowaty kształt i są pojedyncze, lub rozgałęzione. Rozmiary izydiów: średnica 0,06–0,2 mm, wysokość 0,1–1 mm. Brak pseudocyfelli i soraliów. Dolna powierzchnia plechy w środkowej części jest czarna, na obrzeżach jasnobrunatna lub brunatna. Występują na niej liczne, czarne chwytniki. Rdzeń plechy biały, z ciągłą warstwą glonów protokokkoidalnych. 
Zazwyczaj występują dość duże owocniki. Są to apotecja lekanorowe o średnicy do 8 mm. Mają brunatne tarczki i gładki lub karbowany brzeżek. Zarodniki jednokomórkowe, elipsoidalne, proste, o rozmiarach 9–10 × 5–6 μm. Pyknidia rzadkie, zanurzone w plesze. 
Reakcje barwne: górna kora K–, C–, KC-, P; rdzeń K + żółty do pomarańczowego, C, KC–, P + pomarańczowy. Kwasy porostowe: w  górnej korze kwas usninowy, w rdzeniu głównie kwas stiktikowy, poza tym kwas konstiktikowy, kryptostiktikowy i norstiktikowy oraz w śladowej ilości kwas konnorstiktikowy.

## Występowanie i siedlisko
Gatunek rozprzestrzeniony na całej kuli ziemskiej. Poza Antarktydą występuje na wszystkich kontynentach i na wielu wyspach. W Europie na północy sięga po 72 stopień szerokości geograficznej na Grenlandii i 67 stopień na Półwyspie Skandynawskim. W Polsce występuje na całym obszarze kraju i jest dość częsty.
Rośnie głównie na dobrze oświetlonych skałach krzemianowych. W Ameryce Północnej czasami spotykany jest także na drewnie, zarówno w otwartych, suchych siedliskach, jak również w bardziej zacienionych siedliskach leśnych.

## Gatunki podobne
Podobna jest żełuczka zmienna (Xanthoparmelia somloënsis), która również rośnie na krzemianowych skałach. Odróżnia się brakiem izydiów, oraz budową plechy – występują na niej liczne drobne łateczki, zwłaszcza w środkowej części. Nieco podobna jest także tarczownica skalna (Parmelia saxatilis), ta jednak ma na plesze pseudocyfelle, a czerwono-brunatne owocniki tworzy bardzo rzadko.